# Julie Lynn Holmes
Julie Lynn Holmes (Los Angeles, Califórnia, 23 de março de 1951) é uma ex-patinadora artística americana, que competiu no individual feminino. Ela conquistou uma medalha de prata e uma de bronze em campeonatos mundiais e foi quatro vezes medalhista de prata do campeonato nacional americano. Holmes disputou os Jogos Olímpicos de Inverno de 1972 terminando na quarta posição.

## Principais resultados
| Resultados                                            | Resultados    | Resultados       | Resultados        | Resultados       | Resultados       | Resultados    | Resultados    | Resultados    | Resultados    | Resultados    | Resultados    | Resultados    |
| Internacional                                         | Internacional | Internacional    | Internacional     | Internacional    | Internacional    | Internacional | Internacional | Internacional | Internacional | Internacional | Internacional | Internacional |
| Evento/Temporada                                      | 1967– 1968    | 1968– 1969       | 1969– 1970        | 1970– 1971       | 1971– 1972       |               |               |               |               |               |               |               |
| ----------------------------------------------------- | ------------- | ---------------- | ----------------- | ---------------- | ---------------- | ------------- | ------------- | ------------- | ------------- | ------------- | ------------- | ------------- |
| Jogos Olímpicos                                       |               |                  |                   |                  | 4.ª              |               |               |               |               |               |               |               |
| Campeonato Mundial                                    |               | 4.ª              | Medalha de bronze | Medalha de prata |                  |               |               |               |               |               |               |               |
| Nacional                                              |               |                  |                   |                  |                  |               |               |               |               |               |               |               |
| Campeonato dos Estados Unidos                         | 6.ª           | Medalha de prata | Medalha de prata  | Medalha de prata | Medalha de prata |               |               |               |               |               |               |               |
|                                                       |               |                  |                   |                  |                  |               |               |               |               |               |               |               |
| Legenda: Competição não foi disputada nesta temporada |               |                  |                   |                  |                  |               |               |               |               |               |               |               |